# La Lady Astronaute de Mars
La Lady Astronaute de Mars (titre original : The Lady Astronaut of Mars) est une nouvelle de science-fiction écrite par Mary Robinette Kowal et parue en 2012 dans l'anthologie Rip-Off éditée par Gardner R. Dozois. 
Elle est traduite une première fois en français sous le titre La Dame Astronaute de Mars et publiée dans l'anthologie Dimension Uchronie 3 en 2019 puis incluse, avec une autre traduction et sous le titre La Lady Astronaute de Mars, dans le recueil Lady Astronaute publié en 2020.
Elle a été récompensée par le prix Hugo de la meilleure nouvelle longue 2014.

## Résumé
Malgré ses soixante-trois ans, Elma York est l'astronaute la plus connue. Elle a fait partie de la première expédition vers Mars dans les années 1950, qui a lancé la colonisation de cette planète. Trente ans après, elle voit ses rêves de retour dans l'espace exaucés lorsque Sheldon Spender, le directeur des opérations du centre spatial martien, l'appelle pour lui proposer de prendre part à la mission Longevity, un voyage solitaire de trois ans à destination de la planète extrasolaire LS-579. Après trois années de voyage stellaire, les chances de développer un cancer dans les quinze années suivantes étaient énormes, ce qui explique cette proposition pour une vielle astronaute. Mais Elma a un problème de conscience : son mari, Nathaniel York, est malade et le diagnostic est malheureusement la mort, sous une année au maximum. Ce dernier la pousse à accepter sa nouvelle mission, mais elle ne peut se résoudre à l'abandonner, surtout qu'ils ont fait le choix plus de trente ans auparavant de ne pas avoir d'enfant pour favoriser la carrière d'Elma et qu'elle n'a donc personne à qui confier son mari.
La nouvelle doctoresse du centre spatial, Dorothy Williams, s'avère être une ancienne connaissance d'Elma. En effet, en 1952, Elma avait rencontré Dorothy quand elle n'était alors qu'une petite fille qui habitait près de chez elle, dans le Kansas. Elle venait de perdre son oncle et sa tante après que la fusée Orion 27 se soit écrasée en feu près de leur ferme. Elle lui avait alors donné une sculpture d'aigle réalisée avec les cartes perforées utilisées par son mari pour son travail de programmeur informatique de fusées. Dorothy lui montre la sculpture qu'elle a gardée. Cela rappelle à Elma et Nathaniel la décision qu'ils ont prise au début de leur vie de couple de ne pas avoir d'enfant pour favoriser la carrière d'Elma. Nathaniel lui demande de continuer à faire ainsi et Dorothy propose à Elma de s'occuper de la fin de vie de Nathaniel. Elma accepte alors de partir vers les étoiles.

## Préquelles
Mary Robinette Kowal a entamé en 2018 une série de trois romans appelée Lady Astronaut décrivant les évènements ayant mené Elma York à se rendre sur Mars puis les difficultés à y établir une colonie. Le premier tome, Vers les étoiles, a reçu le prix Sidewise 2018, le prix Hugo du meilleur roman 2019, le prix Nebula du meilleur roman 2018 et le prix Locus du meilleur roman de science-fiction 2019.